# Humanistische Partei der Schweiz
Die Humanistische Partei der Schweiz (HPS) (französisch Parti humaniste suisse (PHS), italienisch Partito Umanista Svizzera (PUS), rätoromanisch Partida Umanistica Svizra (PUS)) war eine linksgerichtete politische Partei in der Schweiz, welche einen neohumanistischen politischen Kurs verfolgte. Die HPS bestand seit 1999 im gesamten deutschsprachigen Raum der Schweiz.

## Geschichte
Die HPS wurde 1984 gegründet. 1986 nahm die HPS erstmals an den Gemeinderatswahlen im Kanton Zürich sowie 1987 an den Regierungsratswahlen in Zürich und den Nationalratswahlen teil, wobei in allen Fällen Sitze deutlich verfehlt wurden. Die HPS war Mitbegründerin der Humanistischen Internationalen in Florenz (1989). 1989 wurde die HPS erstmals ausserhalb des Kantons Zürich aktiv, indem sie an den Grossratswahlen im Aargau antrat.
Am 15. Mai 1999 wurde die HPS beim 1. Nationalen Kongress in Bern auf die gesamte deutschsprachige Schweiz ausgeweitet. Im selben Jahr beteiligte sie sich in drei Kantonen an den Nationalratswahlen (Bern, Basel-Stadt, Zürich) erreichte aber nur einen Wähleranteil von 0,5 % in Basel-Stadt und lediglich 0,1 % in den Kantonen Bern und Zürich.